# Dom von Fano

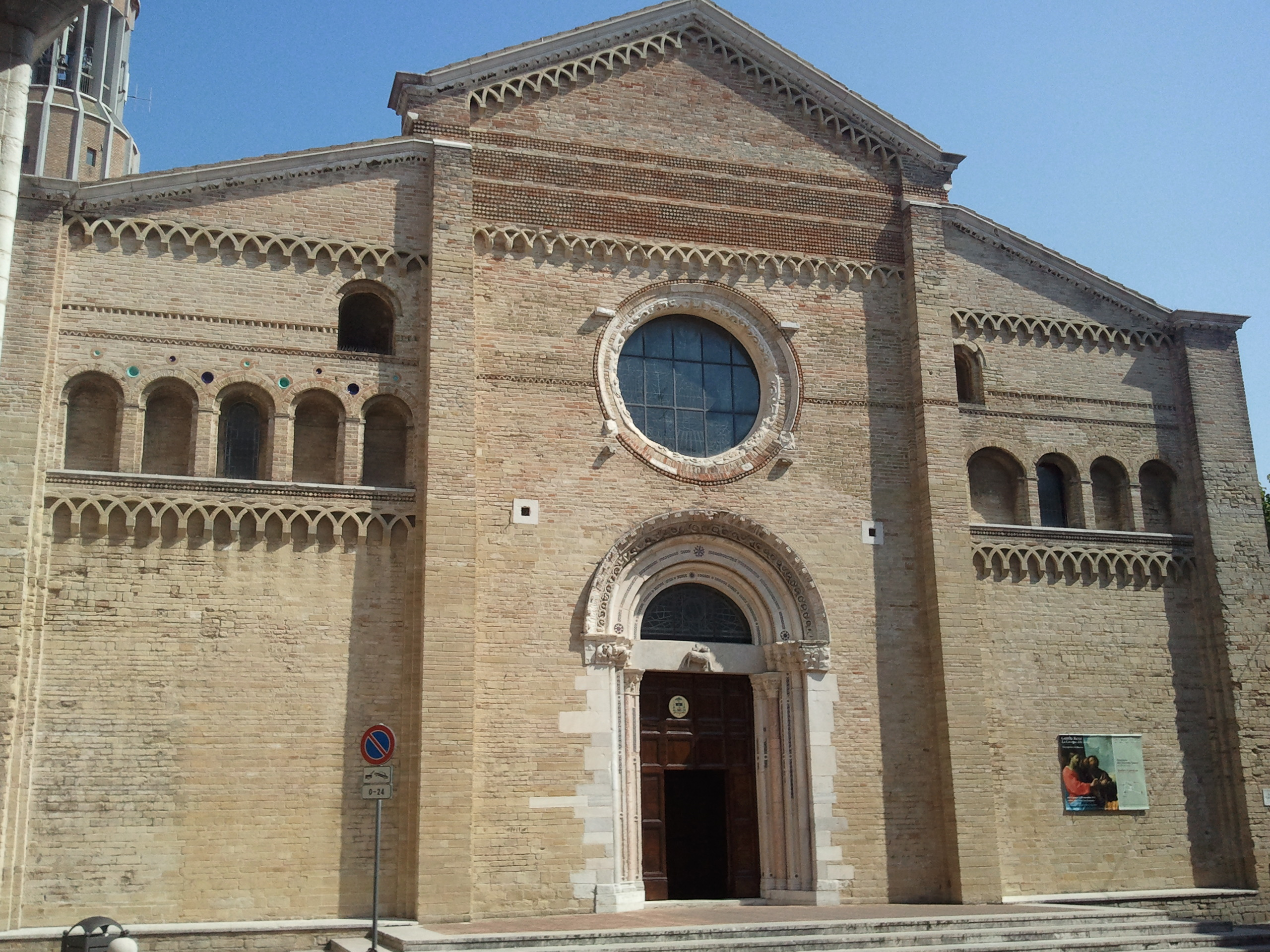
Dom von Fano

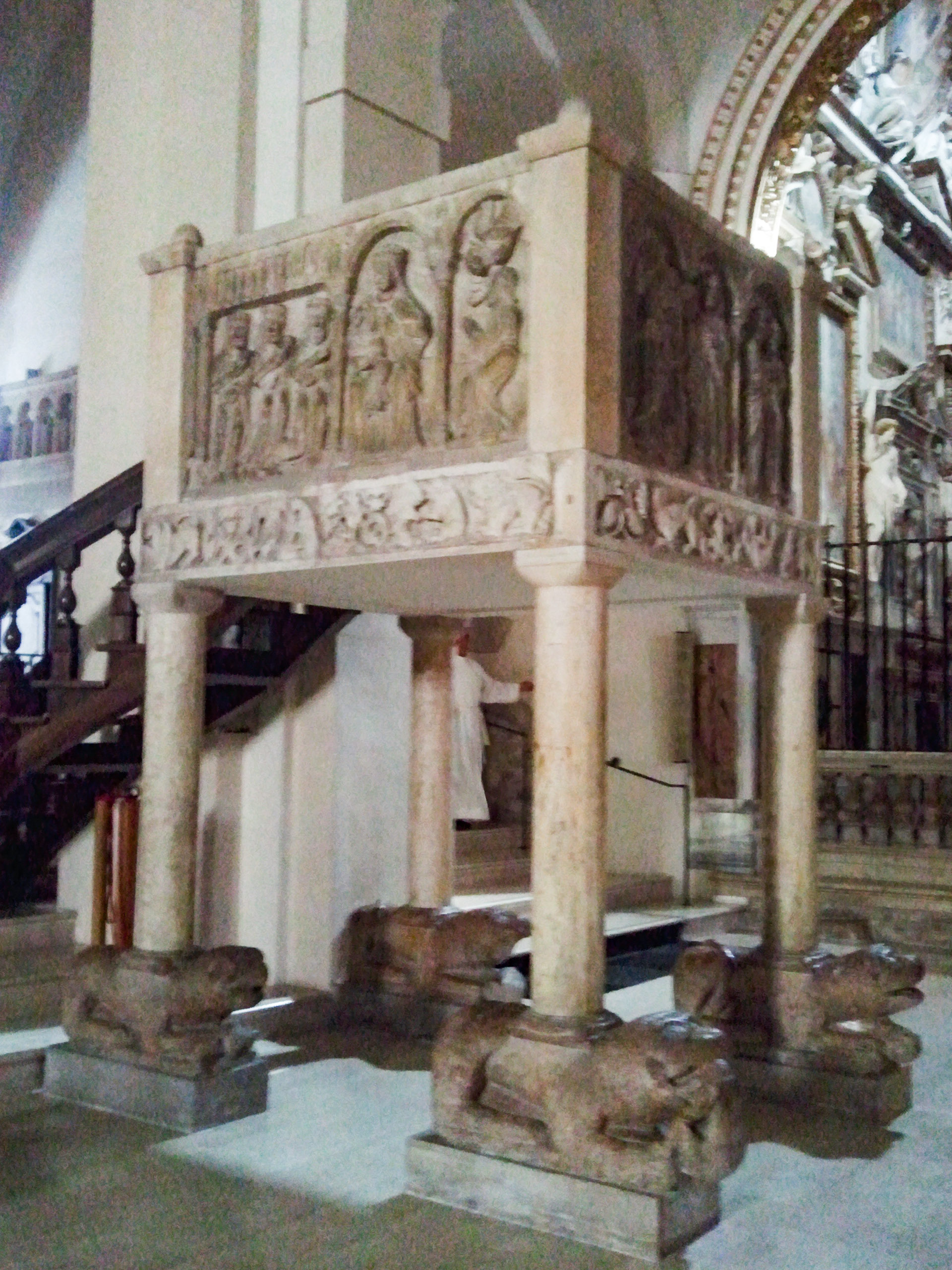
Kanzel

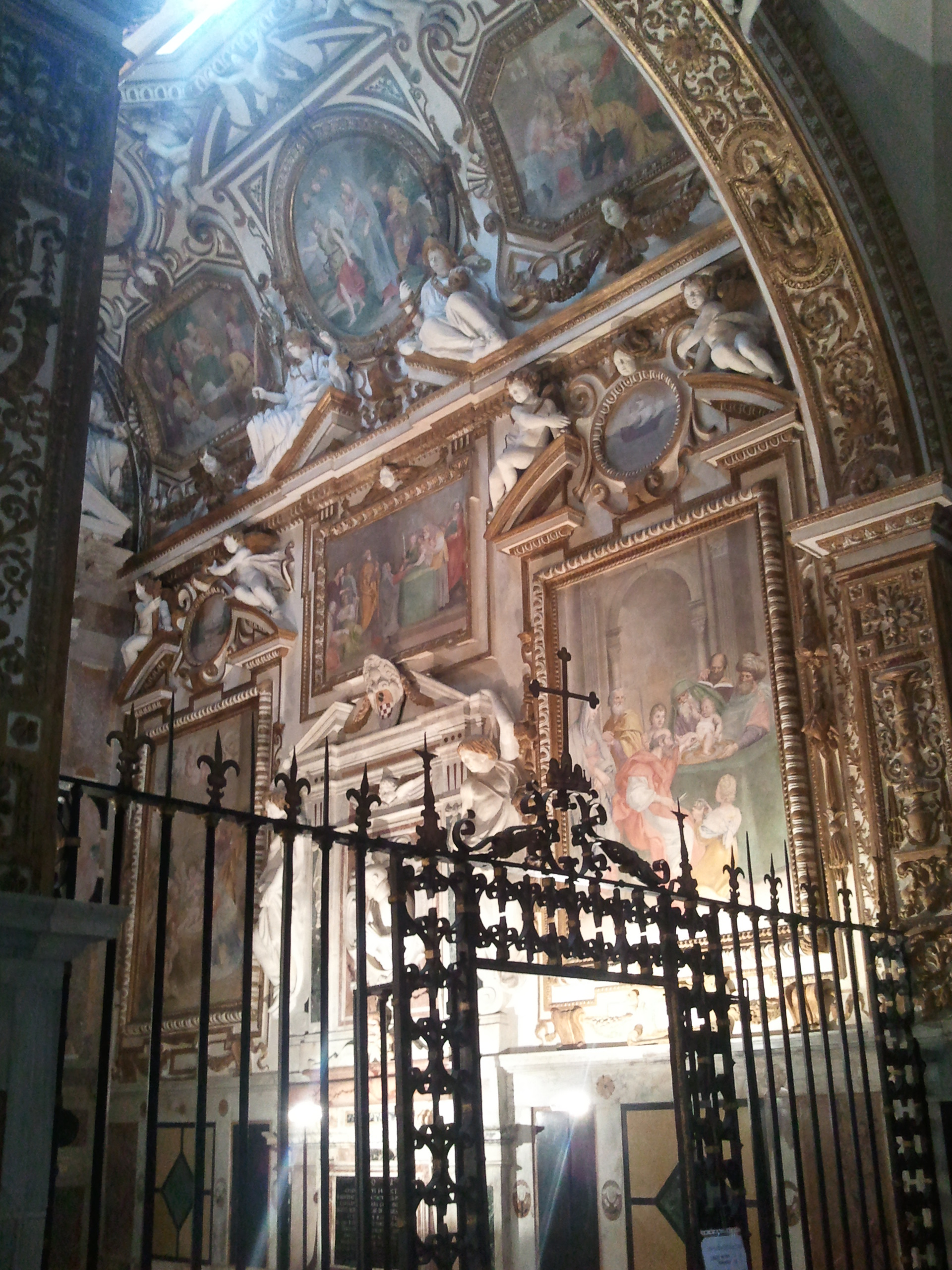
Nolfi-Kapelle

Der Dom von Fano oder die Kathedrale Mariä Himmelfahrt (italienisch Cattedrale di Santa Maria Assunta) ist eine Kirche in Fano in der italienischen Region Marken. Die Kathedrale des Bistums Fano-Fossombrone-Cagli-Pergola trägt den Titel einer Basilika minor.

## Geschichte
Der heutige Dom wurde im 12. Jahrhundert im romanischen Stil an der Stelle einer früheren, 1124 durch einen Brand zerstörten Kirche errichtet, die als Hauptkirche von Fano „Santa Maria la maggiore“ genannt wurde. Die neue Kathedrale wurde unter Bischof Rainaldo (1136–1159) von Meister Rainerio erbaut und vermutlich um 1140 geweiht. 
Der neue Bau erhielt drei Kirchenschiffe, die in drei Apsiden endeten, unter dem Chor wurde eine Krypta angelegt. Im 16. Jahrhundert wurden die beiden Seitenapsiden in Kapellen umgewandelt, während die Mittelapsis vergrößert wurde; im gleichen Zeitraum wurde die Krypta abgerissen und der Chorraum abgesenkt. Die acht Seitenkapellen der Kirchenschiffe, die im 14. Jahrhundert gebaut wurden, wurden im 20. Jahrhundert durch die Öffnung von zwei Seiteneingängen auf sechs reduziert. Der Glockenturm ist ein neueres Werk, da der vorhergehende von den Deutschen während des Zweiten Weltkriegs abgerissen wurde. Der Glockenstuhl trägt fünf Glocken, die 1965 gegossen wurden.

## Architektur
Die Fassade ist zeigt die ursprüngliche romanische Gestaltung am besten, vor allem dank der in den 1920er Jahren durchgeführten Restaurierungsarbeiten. Sie ist dreigeteilt und hat ein Giebelprofil. In die beiden äußeren Teile wurden falsche Loggien eingefügt. Im zentralen Teil befindet sich ein schönes Portal. 
Im Innenraum untergliedern Pfeiler die drei Schiffe. Von historisch-künstlerischem Wert ist die Kanzel, die in der ersten Hälfte des letzten Jahrhunderts aus den verschiedenen Elementen, die entweder für eine spätere Wiederverwendung zugemauert oder in den Episkopen verstreut waren, wieder zusammengesetzt wurde. Sie besteht aus Marmorplatten mit Reliefs im romanischen Stil, die eine Reihe von biblischen Episoden über die Ankunft Christi darstellen; nur die Säulen sind modern. 
Im Chor steht der Hochaltar, der auf dem Sarkophag des Bischofs St. Fortunato ruht; dahinter befindet sich das hölzerne Chorgestühl aus dem achtzehnten Jahrhundert. Auf der Rückseite befindet sich das Gemälde von Sebastiano Ceccarini (1750), das die in den Himmel aufgenommene Maria darstellt. An den Seiten befinden sich Fenster mit Darstellungen der Schutzheiligen Bischöfe von Fano: Paterniano, Eusebio, Orso und Fortunato. 
Bei den sechs Seitenkapellen ist die prächtigere Nolfi-Kapelle bedeutend, benannt nach der adeligen Familie Fanoese Nolfi. Sie wurde Anfang des 17. Jahrhunderts in einer üppigen barocken Dekoration erbaut und zeigt wichtige Gemälde von Domenichino, die Episoden aus dem Leben der Jungfrau Maria darstellen. In der Taufkapelle wurde Ippolito Aldobrandini, der spätere Papst Clemens VIII. (1592–1605), am 4. März 1536 getauft.